# Salma Bouguerch
Salma Bouguerch (en arabe : سلمى بوكرش), née le 4 novembre 1998 à El Jadida, est une footballeuse marocaine qui évolue au poste de milieu de terrain au Wydad AC.
Joueuse de football traditionnel, elle connait également quelques sélections avec l'équipe du Maroc futsal.

## Biographie
Salma Bouguerch est originaire d'El Jadida au Maroc.
En parallèle de sa carrière sportive, elle suit des études de médecine à la Faculté de médecine et de pharmacie de Casablanca et obtient son doctorat en 2024,.

## Carrière en club
Salma Bouguerch joue pour les clubs du Difaâ Hassani d'El Jadida, de la Renaissance Zemamra et du Raja Aïn Harrouda.
Durant l'intersaison 2022, elle s'engage avec le Wydad qui fait son retour dans la première division après fusion par absorption du Nassim Sidi Moumen,.

### Avec le Wydad (2022-)
Salma Bougerch dispute son premier match officiel sous ses nouvelles couleurs le 29 octobre 2022 contre le FUS Rabat (défaite, 2-0) et inscrit son premier but le 24 décembre 2022 face au Jawharat Najm Larache (victoire, 2-0).
À l'issue de la saison, elle prend part à 21 matchs de championnat, tous en tant que titulaire.
Elle prolonge avec le club casablancais et dispute son premier match de la saison 2023-2024 face à l'Ittihad Tanger le 8 octobre 2023 (victoire, 2-0). Mais elle n'ouvre son compteur de but en championnat que le 10 décembre 2023 lors du derby de Casablanca face au Sporting (défaite, 3-1). Elle inscrit son 2e but de la saison le 7 janvier 2024 face au Raja Aït Iazza, contribuant ainsi à la victoire de son équipe (3-1).

## Carrière internationale

### Équipe du Maroc futsal
L'équipe nationale futsal féminine voit le jour au cours de la saison sportive 2020-2021. 
Salma Bouguerch fait donc partie de la première génération de joueuses de cette sélection. 
Sous la houlette de Hassan Rhouila, elle dispute ses premiers matchs face au Bahreïn à Manama au mois de mars 2022 où elle inscrit par ailleurs son premier but international futsal.

### Équipe du Maroc B
Durant l'année 2024, elle reçoit une convocation de la part de Miguel Angel Sopuerta pour disputer deux matchs amicaux face au Burkina Faso respectivement les 26 et 28 octobre 2024 au Complexe Mohammed VI. Le Maroc perd la première manche (1-0) et fait match nul lors de la deuxième (2-2). Salma Bouguerch ne participe qu'à la première manche en débutant le match titulaire.
Durant le mois d'avril 2025, elle est convoquée pour disputer un match amical contre l'équipe de Tunisie au Complexe Mohammed VI.

### Équipe du Maroc
Le 16 février 2024, Salma Bouguerch reçoit de la part de Jorge Vilda un premier appel en sélection marocaine de football dans le cadre de la double confrontation face la Tunisie comptant pour le 3e tour des qualifications aux Jeux olympiques 2024. Bien que dans le groupe, elle n'entre en jeu dans aucune des deux rencontres.
Les Marocaines sont donc opposées aux Zambiennes lors du 4e et dernier tour des qualifications. Si elle est parvenue à s'imposer en Zambie lors du match aller le 5 avril 2024 sur le score de 2 buts à 1, la sélection marocaine ne parvient pas à se qualifier pour la phase finale des Jeux à la suite de sa défaite 2 à 0 au match retour à Rabat le 9 avril 2024 après prolongations. Sélectionnée à nouveau par le technicien espagnol pour cette double confrontation, Salma Bouguerch ne participe à aucune des deux rencontres.

#### Coupe d'Afrique 2024: Échec en finale
Après une série de stages et matchs amicaux, la FRMF annonce le 24 juin 2025 la liste finale pour la CAN 2024. Salma Bouguerch fait partie des joueuses retenues par Jorge Vilda. Le Maroc qui atteint la finale pour la deuxième fois consécutive, ne parvient pas à remporter le titre s'inclinant face au Nigeria (3-2). Bien que dans le groupe, Salma Bouguerch n'a pas de temps de jeu durant ce tournoi.

## Statistiques

### En club
Le tableau suivant recense les statistiques en club de Salma Bouguerch.

| Saison                | Club                  | Championnat           | Championnat | Championnat | Coupe(s) nationale(s) | Coupe(s) nationale(s) | Total | Total |
| Saison                | Club                  | Division              | M.          | B.          | M.                    | B.                    | M.    | B.    |
| 2022-2023             | Wydad                 | Division 1            | 21          | 1           | 3                     | 2                     | 24    | 3     |
| 2023-2024             | Wydad                 | Division 1            | 22          | 2           | 1                     | 0                     | 23    | 2     |
| 2024-2025             | Wydad                 | Division 1            | 26          | 14          | 3                     | 3                     | 29    | 17    |
| Total sur la carrière | Total sur la carrière | Total sur la carrière | 69          | 17          | 7                     | 5                     | 76    | 22    |

### En sélection (futsal)
Le tableau suivant liste les rencontres de l'équipe du Maroc auxquelles Salma Bouguerch a pris part :

## Palmarès

### En club
Wydad Athletic Club :
- Coupe du Trône
  - Finaliste : 2023-24

### En sélection
Équipe du Maroc :
- Coupe d'Afrique des nations
  -  Finaliste : 2024